# Караклово
Кара́клово (рос. Караклово, чув. Кăраклав) — присілок у складі Аліковського району Чувашії, Росія. Входить до складу Шумшеваського сільського поселення.
Населення — 39 осіб (2010; 46 у 2002).
Національний склад:
- чуваші — 98 %